# Katrga

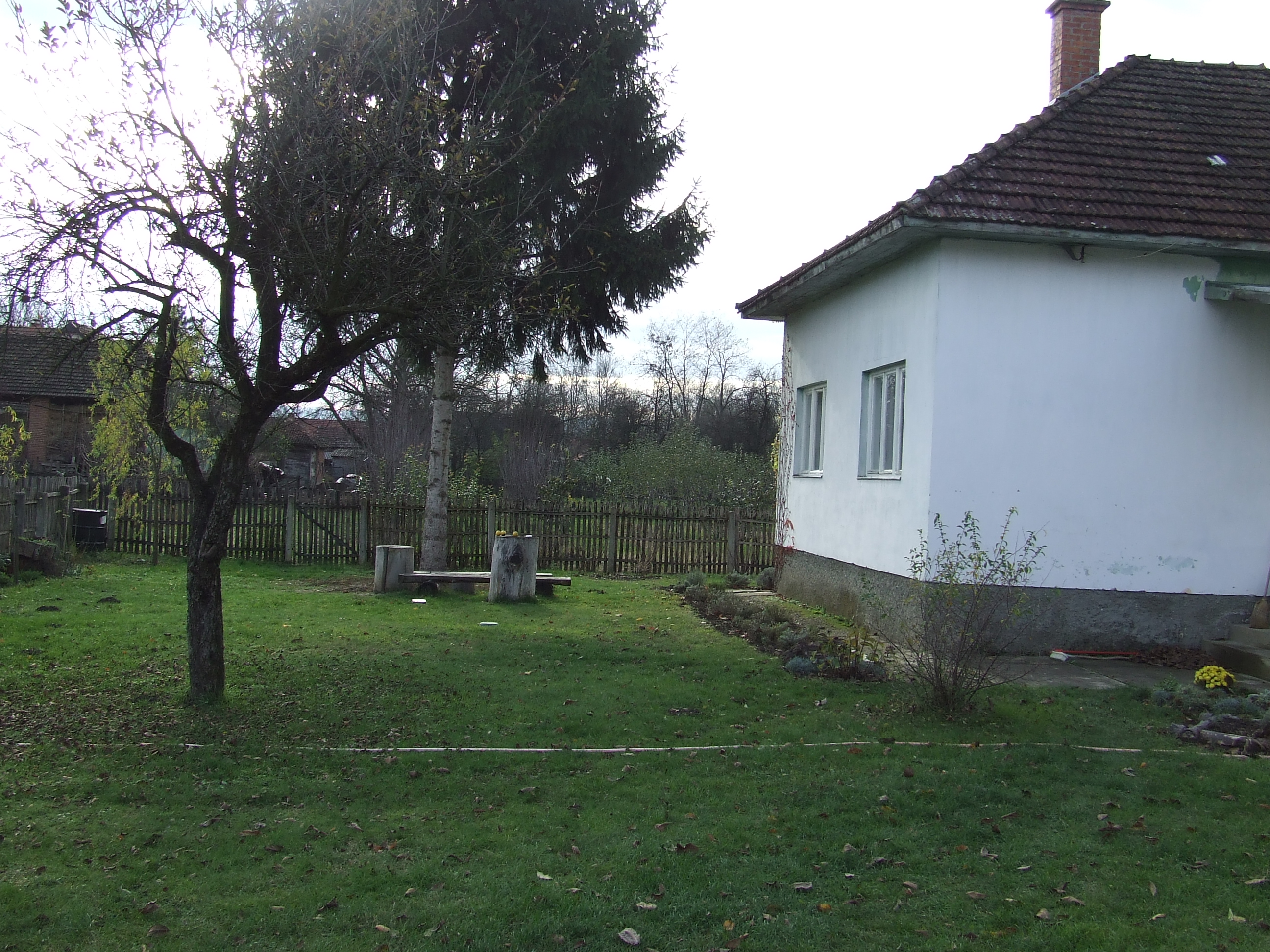
Katrga près de Mrcajevci

Katrga (en serbe cyrillique : Катрга) est un village de Serbie situé sur le territoire de la Ville de Čačak, district de Moravica. Au recensement de 2011, il comptait 865 habitants.

## Démographie
| 1948  | 1953  | 1961  | 1971  | 1981  | 1991  | 2002  | 2011 |
| ----- | ----- | ----- | ----- | ----- | ----- | ----- | ---- |
| 1 725 | 1 505 | 1 401 | 1 282 | 1 185 | 1 075 | 1 042 | 865  |

|  |